# 209
209是208與210之間的自然數。

## 在數學中
- 合數，正因數有1、11、19和209。
質因數分解為{\displaystyle 11\times 19}。
- 虧數，真因數和為31，虧度為178。
- 不尋常數，大於平方根的質因數為19。
- 第68個半質數。前一個為206、下一個為213。
- 無平方數因數的數。
- 第24個十进制的自我數。前一個為198、下一個為211。
- 第63個十进制的哈沙德數。哈沙德數為可以被位數和整除的整數，而209可以被2+0+9=11整除，因此是哈沙德數。前一個為207、下一個為210。
- 十进制的奢侈數。
- 高互補歐拉商數，前一個是167，下一個是269。
- 2 × 5格子圖（英语：Lattice graph）的全域木數[1]。
- 四個元素部分置換（英语：partial permutation）的數量[2]
- 209=16+25+34+43+52+61。
- 可表示為兩組平方差：209=152-42=1052-1042。
- 烏拉姆數。
- 邪惡數。
- 209是勾股數(120, 209, 241), (209, 1140, 1159), (209, 1980, 1991), (209, 21840, 21841)。
- 209在六進制、九進制及十三進制下是回文數，20910=5456=2529=13113。
- 209是第一類普羅斯數（OEIS數列A080075）。
- 209是輝煌數（OEIS數列A078972）[3]。
- 209是頑皮數（OEIS數列A003309）[4]。
- 209在九进制是類卡邁克爾數（OEIS數列A257750）[5]

## 在物理中
- 質量大於209的原子核都是不穩定同位素。